# Cervatos
Cervatos es una localidad del municipio de Campoo de Enmedio (Cantabria, España). En el año 2024 contaba con una población de 62 habitantes (INE), distribuidos en dos barrios: el de San Pedro y el de Sopeña. Está a una distancia de 2,5 kilómetros de la capital municipal, Matamorosa. Se encuentra a una altitud de 899 m s. n. m.
De su patrimonio destaca la Colegiata de San Pedro, Bien de Interés Cultural, destacado monumento románico caracterizado por los motivos eróticos y sexuales de sus canecillos. La iglesia está situada en lo alto del pueblo, y a ella se accede por una calle pavimentada con cantos rodados. Es del siglo XII, aunque el monasterio foral de Santos Pedro y Pablo -hoy desaparecido, documentado históricamente pero sin fundamentarse en pruebas arqueológicas- al que pertenecía fue fundado el año 999.
La localidad también cuenta con el yacimiento arqueológico Peña Cutral, por donde pasaba la calzada romana que iba a Julióbriga y donde existía un túmulo prehistórico excavado en 1996 y 1997, hoy destruido por un cortafuegos. En pocos metros a la redonda existe otra estructura tumular que no ha sido excavada.